# Терентий
Терентий — мужское имя (от лат. terens, род. падеж terentis (прич. от глагола tero) — «трущий»). Происходит из Древнего Рима и является римским родовым именем Terentius. Пришло в Россию из Византии. Таким именем в Византии нередко называли помощников и младших художников, работавших в мастерских великих мастеров живописи и фрески.
Покровителем имени является святой Терентий Петрийский (Африканский).
Именины — 24 января, 26 марта, 23 апреля, 4 июля, 29 октября, 10 ноября, 24 декабря.